# Famille Pichot de la Graverie
 (juillet 2025).
Si vous disposez d'ouvrages ou d'articles de référence ou si vous connaissez des sites web de qualité traitant du thème abordé ici, merci de compléter l'article en donnant les références utiles à sa vérifiabilité et en les liant à la section « Notes et références ».
La famille Pichot de la Graverie est une famille française de Laval. 

## Personnalités
- René Pichot de la Graverie (1690-1768), juge à Laval, spécialiste des questions de droit, de grande réputation. Il est l'auteur de nombreux ouvrages.
- Aimé-René Pichot de la Graverie (1799-…), juge d'instruction au tribunal civil de Mayenne, et adhérent à son cercle littéraire à partir de 1845.